# Hydroptila forcipata
Hydroptila forcipata – chruścik z rodziny Hydroptilidae. Larwy budują małe, bocznie spłaszczone, przenośne domki, zbudowane z przędzy jedwabnej i ziarenek piasku.
W Finlandii łowiony rzadko, w bystrzynach rzek, także w jeziorze oligotroficznym. Uważany za gatunek reofilny, w Niemczech występujący w metarhitralu jak i potamalu. Występuje w całej Europie, w ciekach, limneksen.